# Taking a Stand in Baton Rouge
Tomando uma posição em Baton Rouge (em inglêsːTaking a Stand in Baton Rouge) é uma fotografia de autoria do fotógrafo Jonathan Bachman, tirada durante os protestos ocorridos no ano de 2016, na cidade de Baton Rouge, no estado norte-americano de Luisiana.

## História
No ano de 2016, após a morte de Alton Sterling que foi baleado por um policial na cidade de Baton Rouge, mesmo estando imobilizado; e a morte de Philando Castile que foi baleado em uma blitz policial de rotina, ocorreram vários protestos contra o tratamento policial norte-americano às minorias.
No dia 09 de julho de 2016, o fotógrafo Jonathan Bachman foi designado para cobrir os protestos em Baton Rouge e, durante o seu trabalho, viu a cena da enfermeira Ieshia Evans, que estava em um protesto pacífico se recusando a sair da via, sendo presa por policiais de modo não violento. Bachman capturou a cena em fotografia. A foto repercutiu nacional e internacionalmente.

## Descrição da obra
A cena capturada ocorre no meio de uma rua. O foco central da fotografia é uma mulher negra serenamente parada, vestindo um longo vestido que balança na brisa, defronte a dois policiais brancos fortemente equipados com capacetes, coletes e protetores, a ponto de prende-la.

## Impacto cultural
Várias organizações de mídia descreveram a imagem como "icônica". O canal de televisão alemão n-tv descreveu Ieshia Evans como o "ícone" do protesto. Teju Cole, escrevendo para a New York Times Magazine, disse que "apesar de, ou por causa de sua narrativa simples, a fotografia de Bachman se tornou um ícone. Ela se juntou a um pequeno grupo de outras imagens ligadas ao movimento Black Lives Matter", incluindo imagens de um homem jogando uma bomba de gás lacrimogêneo contra a polícia durante um dos protestos em Ferguson, no estado do Missouri, após o assassinato de Michael Brown em 2014; Bree Newsome derrubando uma bandeira confederada na Casa do Estado da Carolina do Sul; e o ativista DeRay Mckesson sendo preso em Baton Rouge, também enquanto protestava contra a morte de Sterling.

A fotografia fez comparações com imagens de manifestações anteriores pelos direitos civis, bem como a imagem dos "Homem do Tanque" tirada durante os protestos da Praça Tiananmen, em 1989. Yoni Appelbaum comentou para o The Atlantic:
| “ | Há imagens que são impossíveis de esquecer, marcando-se em nossa consciência coletiva. Um homem olhando para uma coluna de tanques na Praça da Paz Celestial. Um estudante do ensino médio atacado por cães policiais em Birmingham, Alabama. Esta é uma foto dessas. | ” |

Evans foi entrevistada por Gayle King para CBS This Morning, e o programa de rádio público Studio 360 posteriormente contratou Tracy K. Smith para escrever um poema sobre o assunto da imagem. A fotografia foi incluída no The Year in Pictures 2016 do The New York Times.
Em 2017, a foto de Ieshia recebeu o primeiro prêmio para Assuntos Contemporâneos, no 60.º World Press Photo Contest.

## Após o protesto
Após o protesto, Ieshia Evans criticou os candidatos às eleições de 2016, Donald Trump e Hillary Clinton, bem como o ex-presidente Barack Obama. Ela era uma crítica vocal da administração Trump e afirmou que gostaria de ver mais denúncias devido ao ceticismo em torno das questões de justiça social.
Ieshia Evans (musa da fotografia) e Jonathan Bachman (autor da fotografia) se encontraram para se conhecerem em dezembro de 2016, em um simpósio sobre fotografia jornalística organizado pela Reuters e pelo Centro Internacional de Fotografia.

## Reconhecimento
No mesmo ano em que a fotografia foi tirada, Ieshia foi nomeada Mulher Negra do Ano da Rede AfroAmerica e apontada pela BBC como uma das 100 Mulheres mais influentes do mundo.